# JS-5
JS-5 je prototip sovjetskog teškog tenka teškog tenka. Nikada nije ušao u serijsku proizvodnju. Ime je dobio po sovjetskom vođi Josifu Visarionoviču Džugašviliu Staljinu.
U većini stručne literature postojanje teškog tenka JS-5 uopće se ne spominje. Projekt je 1944. pokrenuo J. Kotin u Tvornici broj 100 s nadom da će u kratko vrijeme stvoriti novi teški tenk koji će otkloniti sve nedostatke uočene na JS-2. Njegov je tim razvio više inačica koje su se razlikovale po naoružanju, oklopnoj zaštiti i rješenjima kupole. Iako su se uglavnom oslanjali na postojeća rješenja neki prijedlozi su bili originalni i poslije će se primijeniti na sovjetskim tenkovima. Iako je navodno proizveden je samo jedan drveni model tenka ostaje otvoreno pitanje kako je cijeli projekt uspio dobiti službenu oznaku Crvene armije.